# 格赖沃龙区
格赖沃龙区（俄語：Грайворонский район）是俄罗斯联邦别尔哥罗德州下辖的一个区，其行政中心为格赖沃龙。据2016年统计，该区的人口为29740人。

## 历史
2023年5月，在俄罗斯入侵乌克兰期间，兩支俄羅斯反對派武裝組織自由俄羅斯軍團和俄罗斯志愿军团向该区發動攻擊